# Кантијак
Кантијак (фр. Cantillac) насеље је и општина у југозападној Француској у региону Аквитанија, у департману Дордоња која припада префектури Нонрон.
По подацима из 2011. године у општини је живело 198 становника, а густина насељености је износила 24,38 становника/km². Општина се простире на површини од 8,12 km². Налази се на средњој надморској висини од 240 метара (максималној 233 m, а минималној 124 m).

## Демографија
| 1962. | 1968. | 1975. | 1982. | 1990. | 1999. | 2011. |
| ----- | ----- | ----- | ----- | ----- | ----- | ----- |
| 159   | 164   | 186   | 163   | 151   | 167   | 198   |

График промене броја становника у току последњих година